# Traun
 For alternative betydninger, se Traun (flertydig). (Se også artikler, som begynder med Traun)
Traun er en by i det nordlige Østrig, med et indbyggertal (pr. 2007) på cirka 24.000. Byen ligger i delstaten Oberösterreich, ved bredden af floden Traun.
48°13′N 14°14′Ø / 48.217°N 14.233°Ø
- Wikimedia Commons har flere filer relateret til Traun